# Maria Curman
Maria Curman, nascuda Maria Ruiz de Porras Abadal (Palma, 19 d'octubre de 1950), és una directiva de televisió sueca d'origen mallorquí.
Maria Curman és filla de l'enginyer Joaquim Ruiz de Porras Gay i de Roser Abadal de Solà. Es casà amb l'economista suec Car Curman el 1972. Estudià a la Handelshögskolan d'Estocolm el 1973, i després començà a treballar a la indústria de la Informació i Documentació. Va esdevenir directora financera d'Esselte entre 1982 i 1985, directora d'Almqvist & Wiksell entre 1985 i 1992, i directora de publicacions de Bonnier Utbildning entre 1993 i 1996. A finals del 1996 fou designada directora de programes dramàtics de la Sveriges Television (SVT), i directora de la cadena entre 1999 i 2001.